# Jeff Sessions
Jeff Sessions (Selma vagy Hybart, 1946. december 24. –) az Amerikai Egyesült Államok szenátora (Alabama, 1997 – 2017). A Republikánus Párt tagja. 2017. február 8-tól 2018. november 7-ig az Egyesült Államok legfőbb ügyésze, Donald Trump kabinetjének tagja.
Miután távozott az igazságügyi minisztérium éléről, Sessions indult a 2020-as alabamai választáson, hogy visszaszerezze szenátusi pozícióját de a republikánus előválasztáson vereséget szenvedett Tommy Tuberville-től.